# شارل نیکول
شارل ژول آنری نیکول (به فرانسوی: Charles Jules Henri Nicolle) ‏زیست‌شناس فرانسوی برنده جایزه نوبل فیزیولوژی و پزشکی در سال ۱۹۲۸ به خاطر مبارزه علیه تیفوس بود.